# Inger (pai de Eudócia Ingerina)
Inger (em grego medieval: Ἰγγερ/Ἴγγηρ) ou Igor foi um oficial bizantino de origem normanda do século IX, ativo durante o reinado do imperador Miguel III, o Ébrio (r. 842–867). Provavelmente tinha uma origem normanda e foi um senador (sinclético) em Constantinopla. Teve ao menos dois filhos, Constantino e Martinho e uma filha, Eudócia Ingerina, que aparentemente foi amante de Miguel III e depois casou-se com o futuro Basílio I, o Macedônio (r. 867–886); pensa-se que talvez possa não ter sido pai de Constantino, pois caso seja, seria impossível o casamento de sua neta Teófano (r. 883–886) com Leão VI, o Sábio (r. 886–912), seu neto. Talvez Inger possa ser associado a Martinácio.